# И
И, и — літера кирилиці. Присутня майже в усіх слов'янських кириличних абетках (дев'ята літера болгарської абетки, десята — російської та сербської, одинадцята української та македонської абеток, у білоруській абетці відсутня). Має велику й малу, рукописну й друковану форми.

## Історія

### Иже
Походить від літери  («иже») старослов'янської кириличної абетки, у якій утворена від грецької літери — Η, η («ета», що в середньогрецькому й новогрецькому варіанті вимовляється близько до [і] (у зв'язку з чим у сучасній грецькій називається «іта»). У первісному варіанті мала вигляд, ідентичний великій грецькій «еті/іті» (Η). У глаголиці мала накреслення ,  чи  (нема однозначної думки). Числове значення у кириличній цифрі — 8 (через що в «гражданці» звалась «и вісімковим» — на відміну від «і» — «десяткового»), у глаголичній — 10 (, ) чи 20 ().
У XV—XVI століттях від літери «иже» розвилася літера «Й», первісно будучи поєднанням «иже» і запозиченого з грецької писемності знака стислості («кратки»). Систематично розмежовувати зображення «И» та «Й» стали на початку XVII століття, спочатку в українському друці, а з середини XVII ст. — і в московському. У старообрядців збереглась стара система, у якій іноді замість «Й» пишуть «И» (свѧтыи небесныи владыка).

### В українському письмі
У давньоруській писемності літера  первісно передавала неогублений голосний переднього ряду високого підняття [і] (досі вживається в цьому фонетичному значенні в російській абетці), надалі, після злиття [і] з голосним середнього ряду [ɨ] («ы») стала передавати новий звук [ɪ] (про нього див. нижче). З XI ст. починаються помилки у вживанні літер, пов'язані з процесом злиття [і] та [ɨ]. Так, рыбы могли записувати як рибы, а риза — як рыза.
У староукраїнській графіці вживалося паралельно з літерами і та ы — всіма трьома позначали звук [ɪ], причому і з XV ст. писали перед голосними, а и, ы — в інших позиціях. Через наявність різних писемних шкіл і типів письма (устав, півустав, скоропис) мало кілька варіантів, що допомагає визначити час і місце написання пам'яток; зокрема, рання форма цієї літери має майже горизонтальний середній штрих (як великі грецька Η, латинська H і сучасна кирилична Н). Сучасного вигляду набула в XIV столітті, через поворот риски проти годинникової стрілки (аналогічним чином змінився нахил риски в літери ). У XVI столітті, з розвитком друкування, з'явилася друкована форма літери поряд з рукописною.

Літера — И

## У слов'янських кириличних абетках
- У болгарській абетці й сербській вуковиці передає звук, середній між [ɪ] та [і], але ближчий до [і] — внаслідок злиття звуків [і] і [ɨ]. Поряд з «и» у болгарському письмі використовують її варіант «ѝ», який не входить до складу абетки, а вважається надрядковим знаком[2]. Він слугує для розрізнення омонімів (так, наприклад, «ѝ» означає присвійний займенник «її» і особовий займенник «їй», а «и» — сполучник «і», «й»), а також для позначення наголосу. З технічних причин «ѝ» іноді замінюють на «й», що є графічною помилкою[3]. У сербській кирилиці «и» з діакритичними знаками акут (´), гравіс (`), циркумфлекс (ˆ) можуть вживати для позначення різних тонів наголосу, а зі знаком довготи (макроном) — для розрізнення слів з різною довготою голосних (до̏бри — «добрі», до̏брӣ — «добрії»).
- У білоруській абетці відсутня, замість неї використовують літери «і» та «ы».
- У російській абетці зазвичай передає звук [і], але в низці випадків може передавати також [ɨ]: 1) на початку слів, якщо їх вимовляють без паузи, а попереднє закінчується на твердий приголосний (без имени [безымени], Иван Ильич [Иван Ыльич]); 2) після «ж», «ш», «ч» (мужик [мужык], машина [машына], цифра [цыфра]). Ненаголошене «и» у вимові збігається з «е» або «я»: лиса́ вимовляють так само як леса́; смо́трит — так само як смо́трят.
- У церковнослов'янській абетці «и» співіснує з літерами  та  («іжицею»). Вимова може різнитися залежно від місцевої традиції читання церковнослов'янських текстів.

## У сучасній українській мові
У сучасній українській мові цією літерою позначають звук [ɪ] — специфічний голосний передньо-середнього ряду середньо-високого підняття, який у ненаголошеній позиції наближається до е: [диети́на], [жиеву́], [пиешу]. Він утворився злиттям праслов'янських звуків [i] (у транскрипції праслов'янської мови *i) та [ɨ] (у транскрипції *y). Втім, у деяких випадках він може походити й від інших звуків.
Літера «и» (звук [ɪ]) походить:
- Від праслов'янського [i] (видіти, вира, лисиця, читати, шипіти, шити).
- Від праслов'янського звука [ɨ] (риба, рись, лико). Рефлекси праслов'янських *i та *y збіглися в більшості слов'янських мов, зберігшись як окремі фонеми лише в деяких (білоруській, польській, російській, деяких українських і чеських діалектах.
- Від нового звука [ў] (у староукраїнській графіці ы, ще раніше ъі, ъи), що утворився на стику морфем: давньої короткої форми прикметника (малъ, легъкъ, кысьлъ, новъ) з формами займенника и, і («він», «той»). Він був редукованим голосним, за вимовою наближавшись до [ъ]. Надалі в сильній позиції він перейшов в [ɪ]. Саме таке походження має «и» у закінченнях повних форм прикметників (малий, легкий, кислий, новий). Відбулося злиття редукованого [ъ] з наступним [i] в [ў], а надалі і його перехід в [ɪ] (сучасний «и»). Звук [ў] також перейшов у [ɪ] у словах мити, рити.
- Від редукованого [ĭ], близького за вимовою до [ь], у сильній позиції. Це відбувалося у разі ствердіння попереднього приголосного (шия при д.-рус. шия, прасл. *šija).
- Від редукованого [ъ] — це траплялося у середині слова після сонорних [r], [l] (укр. глитати, гриміти, кривавий при д.-рус. глътати, гръмѣти, кръвавыи), у цьому випадку характерним для них є чергування з «о» (глитати — глотка, гриміти — грому, кривавий — кров).
- У давніх запозиченнях праслов'янського періоду на місці *i та *y.
- У старих запозиченнях може бути в різних позиціях — на місці звуків, позначуваних грецькими ι, η, υ (Вифлеєм, єпископ, миро), латинськими i, y (лицар, линва, карниз).
- У нових запозиченнях на місці звуків, позначуваних грецькими ι, η, υ, латинськими i, y — відповідно до «правила дев'ятки».

Послідовне вживання літери и для позначення цього звука (без паралельного вживання ы) запровадили укладачі альманаху «Русалка Дністровая» (1837) Маркіян Шашкевич, Іван Вагилевич, Яків Головацький.
Для позначення звука [i], що виник з інших звуків ([ě], закритого [o], [e] перед колишнім складом з випалим редукованим), узвичаїли кириличну літеру і, що походить від грецької ι («йоти»), для передавання йотованого [i], що зберіг свою праслов'янську вимову (прасл. strojiti, stojitь) — літеру ї.
Літера и представляє схожі з [ɪ] звуки в запозиченнях:
- Відсутній у літературній українській звук [ɨ] — у запозиченнях з російської, молдовської, казахської мов (замінює ы), румунської мови (замінює â, î): Вичегда, смисл, инцинатий, бринза.
- Відсутній в українській звук [ɤ] (замінює õ) у запозиченнях з естонської (наприклад, Виру).
- У запозичених загальних іменниках передає звук [і], якщо йому передують звуки, позначувані літерами д, ж, з, р, с, т, ц, ч, ш, щ (відповідно до «правила дев'ятки»). При запозиченні власних назв у всіх випадках заведено писати і (після ж, ц, ч, ш частіше теж пишуть и). Навіть якщо в мові-джерелі присутній звук [ɪ], наприклад, Bill [bɪl], Sydney [ˈsɪdni], City [ˈsɪtɪ], його традиційно передають не літерою и, а і (Білл, Сідней, Сіті) — можливо, це сталося внаслідок посередництва російської мови при запозиченні.

При транслітерації українських слів латинкою и заведено передавати латинським y — так само як для російської ы.

### Слова з початковим «и»
На початку слів літера и в українській мові присутня вкрай рідко. Виняток становлять кілька слів, здебільшого власних назв, іншомовних запозичень, а також деякі українські діалектні слова.
Проєкт правопису 1999 пропонував вживати «и» на початку не тільки запозичених власних назв, але й українських питомих словах перед приголосними «н» та «р» (икати, инакший, иний). Прихильники проєкту звертають увагу на наявність у живому мовленні слів із початковим «и», а також на приклади вживання її у зазначених випадках класиками української літератури до реформи правопису 1927 р.
Згідно з правописом 2019 року, літера и вживається на початку окремих вигуків (ич!), часток (ич який хитрий), дієслова и́кати («вимовляти и замість і») та похідного від нього іменника и́кання, в деяких загальних і власних назвах, що походять із тюркських та інших мов, відповідно до їхньої вимови в цих мовах: ийбен, ир, Ич-оба́, Кім Чен Ин. Деякі слова мають варіанти з початковою и: і́рій та и́рій, і́род та и́род («дуже жорстока людина»).
У фонетичному алфавіті для передачі и використовується слово «ігрек».

### Інше використовування
Нині використовується також при класифікаційних позначеннях і означає «одинадцятий» (до введення в абетку літери ґ мало значення «десятий»): пункт «и» розділу 2. При цифровій нумерації може вживатися як додаткова диференційна ознака, коли низка предметів має такий самий номер: шифр № 8-и та подібних.

## Цікавий факт
Відомий український мовознавець О. П. Павловський писав у 1822 році:
|  | Ви ще кажете, що літера и у Малоросіян вимовляється дещо м'якіше, ніж ы: це значить, що ви говорите ще більш невизначально, ніж я. Бо який існує середній тон між ы та и? хіба тільки в іноземців, що недавно в Росії живуть… …У цих словах ви скрізь почуєте від Малоросіянина, якби він став їх вимовляти, чисте ы: бо вони, як і всі інші Росіяни, маючи голосові знаряддя досконалі, вимовляють чисто і ясно всі букви Оригінальний текст (рос.) [Вы еще говорите, что буква и у Малороссіянъ произносится несколько мягче, нежели ы: это значитъ, что вы говорите еще болѣе неопредѣлительно, нежели я. Ибо какой существуетъ средній тонъ между ы и и? развѣ только иностранцевъ, недавно въ Россіи живущихъ… …Въ сихъ рѣчахъ вы вездѣ услышите отъ Малороссіянина, ежели бы онъ сталъ ихъ переговаривать, чистое ы: ибо они, какъ и всѣ прочіе Россіяне, имѣя голосовыя орудія совершенныя, произносятъ чисто и ясно всѣ буквы ] Помилка: [undefined] Помилка: {{Lang}}: немає тексту (допомога): текст вже має курсивний шрифт (допомога) |

Очевидно, для О. П. Павловського різниці у вимові [ɨ] та [ɪ] не було, а твердження деяких сучасників про існування «середнього тону» (тобто звука [ɪ]) він вважав необґрунтованим. Втім, у сучасному українському мовленні теж спостерігають вимову «и» як [ɨ] («ы»), що є порушенням української орфоепічної норми.

## У культурі
- «Операція «И» та інші пригоди Шурика» — популярна кінокомедія Леоніда Гайдая. В оригіналі вона називається «Операция „Ы“ и другие приключения Шурика». З огляду на те, що у сучасній українській абетці літера «ы» відсутня, «Ы» у назві мусили замінити в дослівному перекладі на «И». У фільмі персонаж Юрія Нікуліна («Бельбас») вимовляє звук [ɨ] («Ы» — «чтоб никто не догадался»). Цей типовий для російської мови звук має лише приблизну схожість з українським [ɪ], який позначає літера «и».

## Таблиця кодів
| Кодування    | Регістр | Десятковий код | 16-ковий код | Вісімковий код | Двійковий код     |
| ------------ | ------- | -------------- | ------------ | -------------- | ----------------- |
| Юнікод       | Велика  | 1048           | 0418         | 002030         | 00000100 00011000 |
| Юнікод       | Мала    | 1080           | 0438         | 002070         | 00000100 00111000 |
| ISO 8859-5   | Велика  | 184            | B8           | 270            | 10111000          |
| ISO 8859-5   | Мала    | 216            | D8           | 330            | 11011000          |
| KOI 8        | Велика  | 233            | E9           | 351            | 11101001          |
| KOI 8        | Мала    | 201            | C9           | 311            | 11001001          |
| Windows 1251 | Велика  | 200            | C8           | 310            | 11001000          |
| Windows 1251 | Мала    | 232            | E8           | 350            | 11101000          |